# Associação de Futebol das Bahamas
A Associação de Futebol das Bahamas (em inglês: Bahamas Football Association, ou BFA) é o órgão dirigente do futebol nas Bahamas. Ela é a responsável pela organização dos campeonatos disputados no país, bem como da Seleção Nacional.